# Полиці (гміна)
Гміна Поли́це (пол. Gmina Police) — місько-сільська гміна у північно-західній Польщі. Належить до Полицького повіту Західнопоморського воєводства.
Станом на 31 грудня 2011 у гміні проживало 42093 особи.

## Територія
Згідно з даними за 2007 рік площа гміни становила 251.42 км², у тому числі:
- орні землі: 21.00 %
- ліси: 52.00 %

Таким чином, площа гміни становить 37.86 % площі повіту.

## Населення
Станом на 31 грудня 2011:
| Опис     | Загалом | Загалом | Чоловіки | Чоловіки | Жінки | Жінки |
| -------- | ------- | ------- | -------- | -------- | ----- | ----- |
| одиниця  | осіб    | %       | осіб     | %        | осіб  | %     |
| все      | 42093   | 100     | 20772    | 49.35    | 21321 | 50.65 |
| міське   | 33940   | 100     | 16687    | 49.17    | 17253 | 50.83 |
| сільське | 8153    | 100     | 4085     | 50.10    | 4068  | 49.90 |

## Сусідні гміни
Гміна Поліце межує з такими гмінами: Ґоленюв, Добра, Нове Варпно, Степниця.